# 木村雅幸
木村 雅幸（きむら まさゆき、1964年8月26日 - ）は、エフエム石川のアナウンサー。

## 来歴・人物
富山県富山市出身。富山県立小杉高等学校、専修大学卒業後、2年間『レース速報』（KBS京都ラジオ）などを担当した後、エフエム石川に開局と同時に入社した。
2007年3月25日に発生した能登半島地震の際は、11時から放送された報道特別番組を担当。同年8月25日に京都府京都市で開催された地震防災フォーラムで講演を行った。

## 担当番組

### 現在
- Sunset Express MOVE（月 - 木 16:00 - 18:00 → 16:30 - 19:00 → 16:30 - 18:55 2013年4月 -）
- FM石川ニュース
- 素敵にモーニング（日 9:55 - 10:00）
- ジェリービーンズ・ポット（日 13:55 - 14:00）

### 過去
- Ken Rock Station
- Just in life
- WEEKEND.COM
- FROM K!
- Afternoon Cruise（水曜日・木曜日、2012年10月 - 2013年3月）

## その他の活動
- 石川ミリオンスターズヒーローインタビュー（石川県立野球場での開催試合時）